# Trzmiel

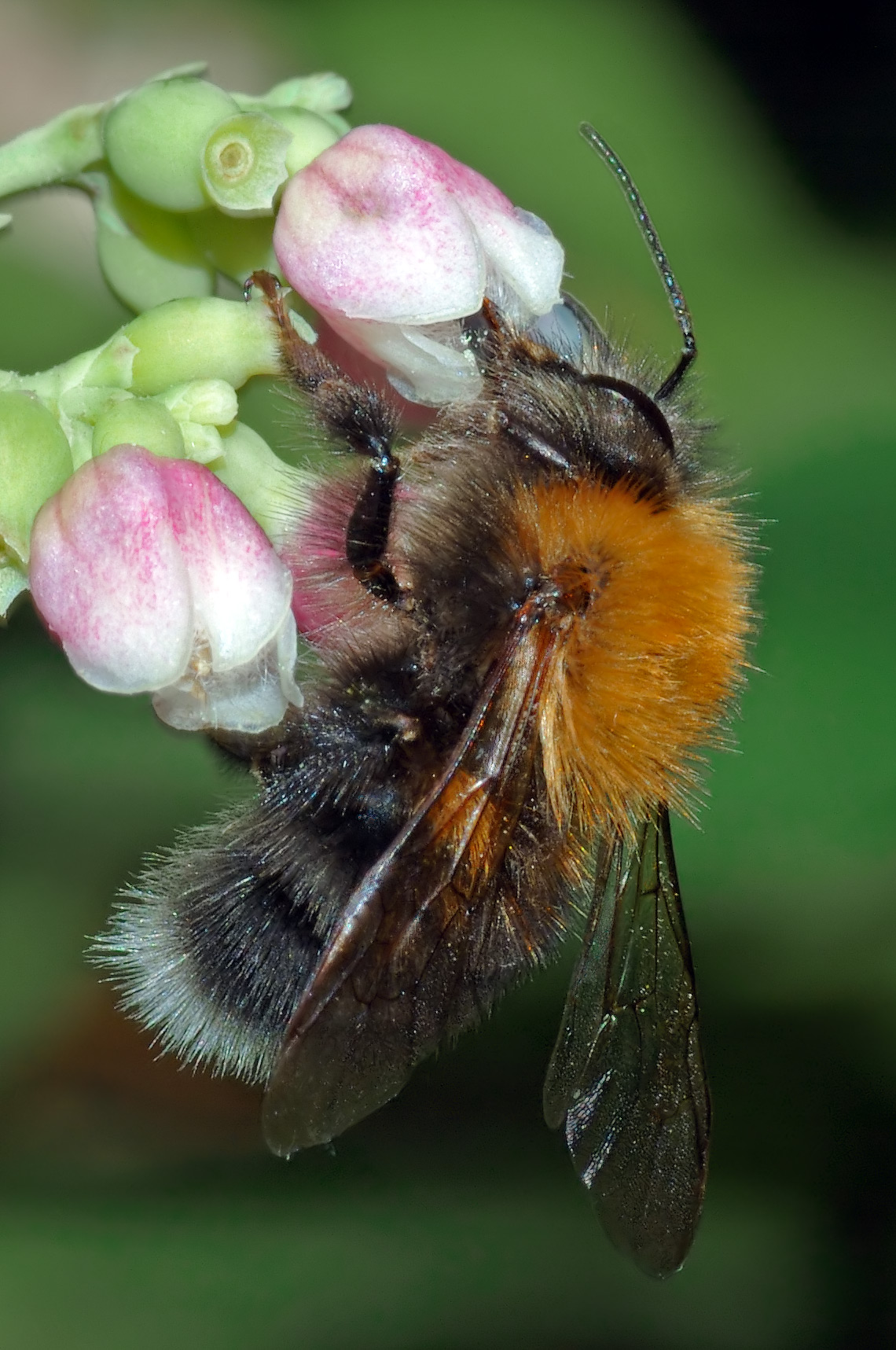
Bombus (Pyrobombus) hypnorum – trzmiel drzewny

Trzmiel – zwyczajowa nazwa dużej, krępej i gęsto owłosionej pszczoły o czarnym ubarwieniu, zwykle z szerokimi, poprzecznymi, żółtymi lub pomarańczowymi pasami. W mowie potocznej często błędnie nazywany bąkiem. W literaturze polskiej nazwą „trzmiel” określane są społeczne pszczoły z rodzaju Bombus.
W systematyce biologicznej owady te były do końca XX wieku, a nawet początków XXI wieku klasyfikowane w rodzajach Bombus (i czasami Bombias). Jako odrębną grupę traktowano bardzo podobne do nich, pasożytnicze trzmielce z (dawnego) rodzaju Psithyrus. Wszystkie trzy rodzaje zaliczano do plemienia Bombini, w języku polskim określanego nazwą „trzmiele”, a także do podrodziny Bombinae, również nazywanej trzmielami.
Analizy morfologiczne i molekularne wykazały, że trzmiele i trzmielce (Psithyrus) są ze sobą bardzo blisko spokrewnione. Trzmielce zaliczono do rodzaju Bombus.

## Etymologia
Nazwa „trzmiel” wywodzona jest od prasłowiańskiego *čьmel'ь: *ščьmel'ь, derywat odczasownikowy utworzony za pomocą przyrostka *-el'ь (podobnie jak kąpiel, kisiel, piszczel etc.) od *ščьmiti „powodować ból, ściskać”.

## Biologia i ekologia
Trzmiele charakteryzują się stosunkowo długimi języczkami. Ich długość różni się u poszczególnych gatunków, np. trzmiel ogrodowy czy ciemnopasy należą do gatunków długojęzyczkowych. Trzmiele mogą zapylać kwiaty rurkowate o długich koronach bardziej efektywnie niż np. pszczoła miodna. Mają również zdolność zapylania wibracyjnego. Żerują już przy temperaturach ok. 10 °C, a królowe niektórych gatunków żyjących w zimnym klimacie mogą latać nawet przy 2 °C. Te cechy sprawiają, że trzmiele należą do efektywnych i cennych zapylaczy.
Gatunki strefy umiarkowanej są aktywne od marca do października, przy czym dokładny zakres czasowy jest różny u różnych gatunków. Do wcześnie budzących się i długo latających trzmieli należy np. ziemny, z kolei np. trzmiel wysokogórski jest aktywny przez krótszą część roku. Pierwszą czynnością królowej po zimowym śnie jest wyszukanie miejsca na gniazdo. W zależności od gatunku wybiera ona takie miejsca jak podziemne nory, zakamarki w budynkach, kępy suchych traw, dziuple czy gruzowiska.
Przemieszczają się powoli – w locie osiągają prędkość ok. 10 km/h.
Większość trzmieli żyje w monogynicznych koloniach. Ich gniazdo składa się z części zewnętrznej – zbudowanej z suchej trawy, mchu i tym podobnych budulców, często wzmacnianych woskiem, oraz części wewnętrznej, gdzie samica matka buduje woskowy garnuszek, do którego znosi nektar z kwiatów. Następnie buduje z wosku pierwszą komórkę kolebkę, gdzie składa jaja, które ogrzewa ciepłem własnego ciała. Z jaj lęgną się czerwie (lęg trwa do tygodnia), są intensywnie karmione, a po 2 tygodniach tworzą kokony i przepoczwarczają się. Rozwój od jaja do owada doskonałego trwa od 28 do 36 dni.
W strefie umiarkowanej z jaj składanych od początku wiosny do połowy lata lęgną się robotnice pomagające matce w rozbudowie gniazda i spełniające w nim wszystkie funkcje opiekuńcze. Pierwsze osobniki z racji mniejszej ilości pokarmu są nieco mniejsze od wylęgających się później. Od sierpnia lęgną się samce, które odżywiają się pyłkiem kwiatowym, a na końcu młode królowe.Jesienią w strefie umiarkowanej robotnice, samce, a także stare samice giną, zaś młode samice zimują i wiosną zakładają własne kolonie.
Liczebność trzmieli skupionych przy jednym gnieździe to, w zależności od gatunku i kondycji rodziny, od kilkudziesięciu do 500 osobników.
U kilku gatunków z podrodzajów Alpinobombus i Thoracobombus stwierdzono pasożytnictwo społeczne (prawdopodobnie fakultatywne).

## Gatunki występujące w Polsce[18][19]
- trzmiel ciemnopasy (Bombus ruderatus)
- trzmiel drzewny lub parkowy (Bombus hypnorum)
- trzmiel gajowy (Bombus lucorum)
- trzmiel kamiennik (Bombus lapidarius)
- trzmiel kołnierzykowy lub wielki (Bombus magnus)[20]
- trzmiel łąkowy (Bombus pratorum)
- trzmiel ogrodowy (Bombus hortorum)
- trzmiel olbrzymi (Bombus fragrans)
- trzmiel ozdobny (Bombus distinguendus)
- trzmiel paskowany (Bombus subterraneus)
- trzmiel rdzawoodwłokowy (Bombus pomorum)
- trzmiel różnobarwny (Bombus soroeensis)
- trzmiel rudonogi (Bombus ruderarius)
- trzmiel rudoszary (Bombus sylvarum)
- trzmiel rudy (Bombus pascuorum)
- trzmiel czarnopaskowany (Bombus schrencki)
- trzmiel stepowy (Bombus laesus)
  - trzmiel grzbietoplam (Bombus laesus maculidorsis)[21]
- trzmiel sześciozębny (Bombus wurflenii)
- trzmiel szary (Bombus veteranus)
- trzmiel zamaskowany (Bombus cryptarum)[20]
- trzmiel wielkooki (Bombus confusus)
- trzmiel wrzosowiskowy lub tajgowy (Bombus jonellus)
- trzmiel wschodni (Bombus semenoviellus)
- trzmiel wysokogórski (Bombus pyrenaeus)
- trzmiel wyżynny (Bombus mesomelas)
- trzmiel zachodni (Bombus cullumanus)
- trzmiel ziemny (Bombus terrestris)
- trzmiel zmienny (Bombus humilis)
- trzmiel żółtopasy (Bombus sichelii)
- trzmiel żółty (Bombus muscorum)
- Bombus haematurus[22]
- trzmiel tojadowy (Bombus gerstaeckeri)

## Status ochrony w Polsce
W myśl rozporządzenia Ministra Środowiska z 16 grudnia 2016 roku, 28 gatunków trzmieli objętych jest ochroną częściową, co ułatwia ich hodowlę pod nadzorem. Wcześniejsze rozporządzenie z 2004 roku wyłączało z ochrony ścisłej tylko trzmiela ziemnego i kamiennika, kwalifikując je do ochrony częściowej.